# Élections aux Cortes de Castille-et-León de 2022
Les élections aux Cortes de Castille-et-León de 2022 (en espagnol : elecciones a las Cortes de Castilla y León de 2022) se tiennent le 13 février 2022, afin d'élire les 81 représentants de la XIe législature des Cortes de Castille-et-León, pour un mandat de quatre ans.
Ces élections sont convoquées avec quinze mois d'avance sur le terme naturel de la législature par le président de la Junte Alfonso Fernández Mañueco, qui rompt à cette occasion la coalition entre le Parti populaire et Ciudadanos, formée en 2019.
La campagne tourne autour de la question de l'exode rural, qui frappe particulièrement la Castille-et-León, ce qui engendre l'émergence de candidatures territoriales, ainsi que la défense du modèle agricole de la part des partis de droite. Si le Parti populaire domine les sondages, son avance diminue à mesure que le scrutin se rapproche.
Marqué par la courte victoire du Parti populaire, au pouvoir depuis 1987, le scrutin voit une percée du parti d'extrême droite Vox, la quasi-disparition de Ciudadanos, précédemment troisième force politique régionale, et l'irruption avec force des partis localistes, dont Soria ¡Ya! (es) qui s'impose dans la circonscription de Soria, ce qui entraîne un recul du Parti socialiste, vainqueur du précédent scrutin.
Près d'un mois après le scrutin, le PP et Vox concluent un accord de coalition.

## Contexte

### Coalition PP-Ciudadanos
Lors des élections parlementaires du 26 mai 2019, le Parti socialiste (PSOE) l'emporte à la majorité relative, avec 35 représentants sur 81, s'arrogeant sa première victoire depuis 32 ans dans ce fief du Parti populaire (PP). Celui-ci termine deuxième avec 29 sièges, et la formation d'une majorité dépend de Ciudadanos (Cs), troisième parti des Cortes avec 13 élus.
Le Parti populaire et Ciudadanos s'entendent environ trois semaines plus tard sur un accord programmatique avant de se mettre d'accord peu après sur la formation d'un gouvernement de coalition de dix membres, répartis entre six conservateurs et quatre libéraux. Le 10 juillet, Alfonso Fernández Mañueco est élu président de la Junte de Castille-et-León par 41 voix pour, 38 voix contre et deux abstentions.

### Censure ratée et rupture de la coalition
Le chef de file du PSOE Luis Tudanca annonce le 10 mars 2021 le dépôt d'une motion de censure à l'encontre d'Alfonso Fernández Mañueco, sans disposer des voix nécessaires pour la faire voter à la majorité absolue, justifiant ce choix par sa volonté d'empêcher le gouvernement autonome de dissoudre les Cortes, comme l'avait fait quelques heures plus tôt la présidente de la communauté de Madrid Isabel Díaz Ayuso, en conséquence d'une motion de censure souscrite en région de Murcie par le PSOE et Ciudadanos et qu'elle souhaitait éviter dans sa propre communauté autonome. La motion est repoussée douze jours plus tard par 37 voix pour, 41 voix contre et trois abstentions, Luis Tudanca ayant rallié seulement les deux voix des représentants de Unidas Podemos tandis que le PP, Cs et Vox s'y opposaient et que deux partis locaux et une dissidente de Ciudadanos faisaient le choix de l'abstention. La perte de la majorité absolue par le gouvernement en raison de cette dissidence engendre une perte de confiance du PP envers Cs, qui ne sera jamais totalement résorbée, en dépit des signaux de loyauté régulièrement envoyés par les libéraux aux conservateurs.
Le 20 décembre, Alfonso Fernández Mañueco révoque les quatre conseillers de Ciudadanos membres de son gouvernement et prononce la dissolution des Cortes, convoquant les électeurs aux urnes le 13 février 2022, quelques jours seulement avant le vote en séance plénière du projet de loi de finances pour 2022, pour lequel l'exécutif ne disposait pas de majorité faute de s'être entendu avec le représentant du parti local Pour Ávila. Le président de la Junte invoque comme justification les échanges entre Ciudadanos et Pour Ávila sur un certain nombre d'amendements au projet de loi de finances — qui concernaient exclusivement les départements exécutifs gérés par les libéraux — qui auraient constitué les prémices d'une motion de censure disposant du soutien du Parti socialiste. La veille de cette décision, Alfonso Fernández Mañueco avait pourtant assuré à la présidente de Ciudadanos Inés Arrimadas qu'il n'avait aucune intention d'anticiper les élections et qu'il continuait de travailler sur le vote du budget de la communauté autonome.

## Mode de scrutin

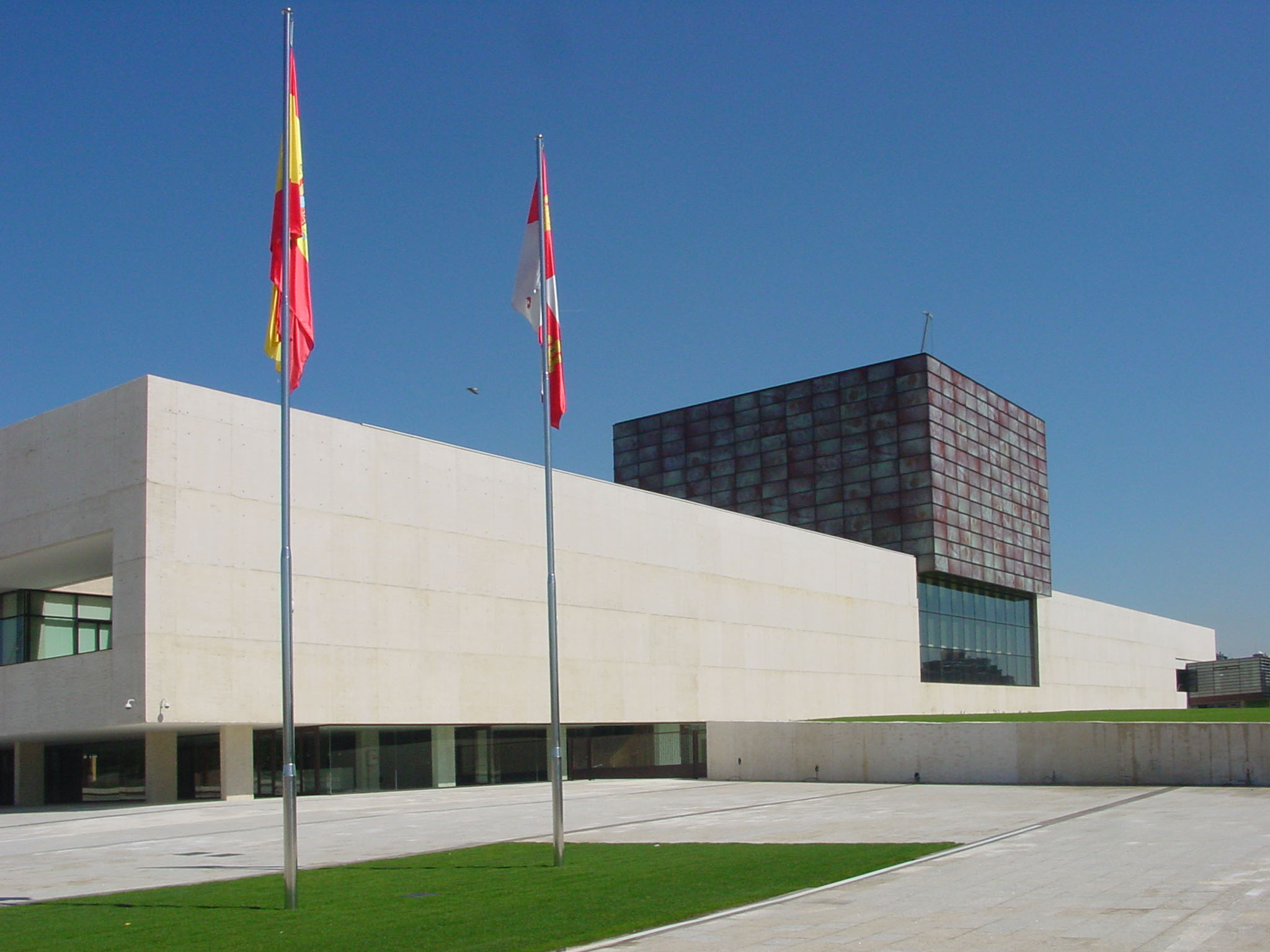
Le siège des Cortes de Castille-et-León à Valladolid.

Les Cortes de Castille-et-León (Cortes de Castilla y León) sont une assemblée parlementaire monocamérale constituée de représentants (procuradores) élus pour une législature de quatre ans au suffrage universel direct selon les règles du scrutin proportionnel d'Hondt par l'ensemble des personnes résidant dans la communauté autonome où résidant momentanément à l'extérieur de celle-ci, si elles en font la demande.

### Convocation du scrutin
Conformément à l'article 21 du statut d'autonomie, les Cortes sont élues pour un mandat de quatre ans. Puisque la Castille-et-León ne relève plus depuis la réforme statutaire de 2007 du régime électoral de droit commun — qui prévoit de facto la convocation des élections parlementaires le même jour que les élections municipales —, les Cortes élues en cas de dissolution anticipées accomplissent une législature de quatre ans.
L'article 16 de la loi électorale castillane du 30 mars 1987 précise que les élections sont convoquées au moyen d'un décret du président de la Junte de Castille-et-León. Celui-ci fixe la date du scrutin, qui doit se tenir entre 54 et 60 jours après l'entrée en vigueur du décret, qui se produit pour sa part dès sa publication au Bulletin officiel de Castille-et-León, celle-ci ayant lieu le lendemain de la signature.

### Nombre de représentants par circonscription
L'article 21 du statut dispose que « la province constitue la circonscription électorale, chacune se voyant assigner trois représentants, et un représentant supplémentaire par tranche de 45 000 habitants ou fraction de 22 500 ». Le décret de dissolution du 21 décembre 2021 répartit les sièges entre les neuf circonscriptions de la façon suivante : 
| Circonscriptions          | Représentants | Carte                                       |
| ------------------------- | ------------- | ------------------------------------------- |
| Valladolid                | 15            | nombre de représentants par circonscription |
| León                      | 13            | nombre de représentants par circonscription |
| Burgos                    | 11            | nombre de représentants par circonscription |
| Salamanque                | 10            | nombre de représentants par circonscription |
| Ávila, Palencia et Zamora | 7             | nombre de représentants par circonscription |
| Ségovie                   | 6             | nombre de représentants par circonscription |
| Soria                     | 5             | nombre de représentants par circonscription |

### Présentation des candidatures
Peuvent présenter des candidatures,, : 
- les partis et fédérations de partis inscrits auprès des autorités ;
- les coalitions de partis et/ou fédérations inscrites auprès de la commission électorale au plus tard dix jours après la convocation du scrutin ;
- les groupes d'électeurs bénéficiant du parrainage d'au moins 1 % des électeurs de la circonscription.

### Répartition des sièges
Seules les listes ayant recueilli au moins 3 % des suffrages exprimés — ce qui inclut les bulletins blancs — dans une circonscription peuvent participer à la répartition des sièges à pourvoir dans cette circonscription, qui s'organise en suivant différentes étapes : 
- les listes sont classées en une colonne par ordre décroissant du nombre de suffrages obtenus ;
- les suffrages de chaque liste sont divisés par 1, 2, 3... jusqu'au nombre de représentants à élire afin de former un tableau ;
- les mandats sont attribués selon l'ordre décroissant des quotients ainsi obtenus[17],[18].

## Campagne

### Partis et chefs de file
| Force politique | Force politique                                                          | Force politique | Chef de file                                      | Idéologie                                                                       | Résultats en 2019                 |
| --------------- | ------------------------------------------------------------------------ | --------------- | ------------------------------------------------- | ------------------------------------------------------------------------------- | --------------------------------- |
|                 | Parti socialiste ouvrier espagnol (es) Partido Socialista Obrero Español | PSOE            | Luis Tudanca                                      | Centre gauche Social-démocratie, progressisme, régionalisme                     | 34,84 % des voix 35 représentants |
|                 | Parti populaire (es) Partido Popular                                     | PP              | Alfonso Fernández Mañueco (Président de la Junte) | Centre droit à droite Libéral-conservatisme, démocratie chrétienne, unionisme   | 31,50 % des voix 29 représentants |
|                 | Ciudadanos (fr) Citoyens                                                 | Cs              | Francisco Igea                                    | Centre droit à droite Libéralisme, réformisme, unionisme                        | 18,28 % des voix 13 représentants |
|                 | Unidas Podemos (fr) Unies, nous pouvons                                  | UP              | Pablo Fernández                                   | Gauche radicale Anticapitalisme, écologisme, régionalisme                       | 7,29 % des voix 2 représentants   |
|                 | Vox                                                                      | Vox             | Juan García Gallardo                              | Droite radicale à extrême droite Néo-franquisme, centralisme, ultranationalisme | 5,50 % des voix 1 représentant    |
|                 | Union du peuple léonais (es) Unión del Pueblo Leonés                     | UPL             | Mariano Santos                                    | Centre gauche Régionalisme                                                      | 2,04 % des voix 1 représentant    |
|                 | Pour Ávila (es) Por Ávila                                                | XAV             | Pedro Pascual                                     | Centre droit à droite Régionalisme                                              | 0,69 % des voix 1 représentant    |
|                 | Soria ¡Ya! (es) (fr) Soria Maintenant !                                  | SY              | Ángel Ceña                                        | Attrape-tout Localisme, ruralisme                                               | Nouveau parti                     |

### Sondages
| Institut          | Date       | PSOE       | PP         | Cs      | Vox        | UP      | UPL     | XAV     | SY      | EV      | ZD    |
| ----------------- | ---------- | ---------- | ---------- | ------- | ---------- | ------- | ------- | ------- | ------- | ------- | ----- |
| Institut          | Date       |            |            |         |            |         |         |         |         |         |       |
| ODyC              | 07/02/2022 | 32,6 30    | 33,0 35    | 8,6 5   | 12,7 9     | 6,7 1   | 1,4 1   | –       | –       | –       | –     |
| Data10 - DyS      | 07/02/2022 | 28,8 27    | 35,2 33    | 4,1 0   | 14,7 11    | 6,9 3   | 3,4 3   | 0,8 1   | 5,1 3   | 5,1 3   | –     |
| CIS               | 07/02/2022 | 30,1 29/34 | 29,7 24/30 | 7,6 2/5 | 11,0 8/9   | 7,2 2/4 | 4,6 2/3 | 1,2 1/2 | 1,9 2/3 | 1,4 0   | 0,2 0 |
| Target Point      | 07/02/2022 | 29,3 28/29 | 33,8 33/34 | 4,1 0/1 | 13,1 10/11 | 7,4 2/3 | 3,1 2/3 | 0,8 0/1 | 6,0 3   | 6,0 3   | –     |
| Hamalgama Métrica | 07/02/2022 | 27,9 27    | 33,5 31    | 4,6 1   | 15,9 12    | 7,7 3   | 3,4 3   | 0,8 1   | 2,4 3   | 2,4 3   | –     |
| 40dB              | 07/02/2022 | 29,7 27/29 | 30,8 30/32 | 4,0 0/1 | 13,4 10/11 | 7,1 3   | 3,9 3   | 0,6 0/1 | 6,4 4/5 | 6,4 4/5 | 0,6 0 |
| NC Report         | 07/02/2022 | 28,0 26/28 | 34,7 34/37 | 4,3 1   | 14,7 10/11 | 6,5 2/3 | 3,6 2/3 | 0,9 1   | 4,2 1/4 | 4,2 1/4 | –     |
| GAD3              | 07/02/2022 | 28,9 25/28 | 36,1 34/37 | 4,3 0/1 | 15,1 11/13 | 7,4 2/3 | 3,3 2   | –       | 1,8 2   | –       | –     |
| SocioMétrica      | 06/02/2022 | 28,1 26/27 | 33,2 32    | 5,2 1   | 14,3 11    | 7,4 3   | 3,4 2/3 | 0,8 1   | 4,8 3   | 4,8 3   | 0,8 1 |
| Ágora Integral    | 06/02/2022 | 27,2 27/28 | 32,7 31/32 | 4,9 1   | 15,2 10/11 | 7,8 3   | 3,2 2/3 | 1,3 1   | 5,3 3/4 | 5,3 3/4 | 0/1   |
| Celeste-Tel       | 06/02/2022 | 28,2 26    | 33,3 32    | 4,2 1   | 15,1 10    | 6,6 3   | 3,8 3   | 1,4 1   | 4,7 4   | 4,7 4   | 0,9 1 |
| GESOP             | 06/02/2022 | 31,0 27/31 | 34,7 32/35 | 6,9 2/3 | 10,3 7/10  | 6,8 3   | 3,1 2   | 0,7 1   | 2,8 2   | 2,8 2   | –     |
| SigmaDos          | 06/02/2022 | 29,4 26/30 | 36,5 34/37 | 4,1 1   | 12,8 9/11  | 6,5 2/3 | 3,8 2/3 | 1,3 1   | 3,5 2/3 | –       | –     |
| Data10 - DyS      | 04/02/2022 | 28,7 26    | 38,4 36    | 4,4 1   | 12,7 10    | 6,2 3   | 3,1 2   | 0,8 1   | 1,2 2   | –       | –     |
| Data10 - DyS      | 31/01/2022 | 28,6 26    | 38,7 37    | 3,9 0   | 13,1 11    | 6,3 3   | 3,0 2   | 0,7 1   | 1,0 1   | –       | –     |
| Celeste-Tel       | 27/01/2022 | 28,0 25    | 35,9 34    | 4,5 1   | 14,0 10    | 6,6 3   | 3,0 2   | 1,3 1   | 4,7 4   | 4,7 4   | 0,8 1 |
| SocioMétrica      | 27/01/2022 | 27,8 28    | 33,8 34    | 5,0 1   | 14,1 10    | 7,5 3   | 3,0 2   | 0,6 0   | –       | –       | –     |
| CIS               | 26/01/2022 | 30,8 25/34 | 29,8 27/32 | 7,9 2/5 | 9,3 4/8    | 8,7 3/5 | 4,0 2/3 | 1,1 1   | 2,8 2/3 | 2,8 2/3 | –     |
| SigmaDos          | 25/01/2022 | 29,7 25/27 | 39,2 37/39 | 3,5 1   | 12,3 9/10  | 7,0 3   | 3,2 2   | 0,8 0/1 | 3,3 1/2 | 3,3 1/2 | –     |
| IMOP Insights     | 25/01/2022 | 29,9 28/29 | 35,7 33/36 | 4,6 1/2 | 13,0 9/11  | 7,1 3/4 | 3,1 2   | 0       | 1,1 1/2 | –       | –     |
| Target Point      | 24/01/2022 | 28,9 27/28 | 35,0 35/36 | 3,8 0/1 | 12,2 9/10  | 7,3 3   | 3,0 2/3 | 0,8 0/1 | 1,4 1/2 | 4,1 0/1 | –     |
| NC Report         | 24/01/2022 | 28,3 26/28 | 38,5 36/38 | 3,1 1   | 13,2 9     | 6,3 2   | 3,2 2   | 0,8 1   | 1,3 1   | 1,9 0/1 | –     |
| GAD3              | 17/01/2022 | 29,1 27/28 | 40,8 38/39 | 2,6 0/1 | 13,1 9     | 6,0 2/3 | 2,9 2   | 0,5 0   | 0,8 1   | –       | –     |
| Data10 - DyS      | 11/01/2022 | 28,9 26    | 40,1 40    | 4,9 1   | 12,8 11    | 5,5 1   | 2,5 2   | 0,7 0   | –       | –       | –     |
| Hamalgama Métrica | 10/01/2022 | 30,7 28    | 39,3 37    | 5,2 1   | 11,1 9     | 7,0 2   | 2,8 2   | 0,9 1   | 0,7 1   | –       | –     |
| SigmaDos          | 04/01/2022 | 31,9 27/31 | 40,3 37/42 | 5,1 1   | 10,4 5/9   | 5,7 1/3 | 3,0 2   | 0,7 0/1 | –       | –       | –     |
| SigmaDos          | 29/12/2021 | 32,2 28/31 | 40,1 48/42 | 5,0 0/1 | 9,7 5/7    | 6,2 2/3 | 3,0 2   | 0,6 0/1 | –       | –       | –     |
| SocioMétrica      | 26/12/2021 | 29,2 28    | 37,1 36    | 5,1 1   | 14,0 11    | 7,6 1   | 2,9 2   | 0,9 1   | 0,8 1   | –       | –     |
| GAD3              | 26/12/2021 | 29,8 28/29 | 39,2 37/39 | 4,5 1   | 13,5 9/10  | 5,6 1   | 2,9 2   | 0,4 0   | 0,7 1   | –       | –     |
| GAD3              | 23/12/2021 | 31,8 30    | 39,2 37/39 | 4,2 0/1 | 12,1 10    | 5,1 0   | 2,8 1/2 | 0,4 0   | 0,7 1   | –       | –     |
| Data10 - DyS      | 21/12/2021 | 28,7 27    | 40,7 39    | 5,6 1   | 12,4 10    | 5,9 2   | 2,1 1   | 0,8 1   | –       | –       | –     |
| Élections         | 26/09/2019 | 34,8 35    | 31,5 29    | 14,9 12 | 5,5 1      | 7,3 2   | 2,0 1   | 0,7 1   | –       | –       | 0,1 0 |

### Thèmes et sujets abordés
La Castille-et-León subit depuis les années 1950 un fort exode rural qui lui a fait perdre la moitié de ses habitants. Ses services publics sont insuffisants et elle manque de médecins, de logements publics et de transports. Le taux de mortalité pendant la pandémie de Covid-19 y a été supérieur à la moyenne nationale du fait des carences prononcées du système de soins. Le thème de la lutte contre l’exode rural a été central pendant la campagne électorale et a conduit à la création du parti Espagne vidée (es), qui se mobilise spécifiquement sur cette question. Ce parti, qui se veut « ni de droite ni de gauche », souhaite obtenir des infrastructures, le maintien des écoles et des services publics de proximité, et lutter contre la fracture numérique.
À droite, le Parti populaire, qui gouverne la région depuis 35 ans, a lancé, selon la presse, la « bataille culturelle de la viande » pour mobiliser les populations rurales contre des mesures de défense de l'environnement perçues comme élitistes et écolo-citadines. Le PP a particulièrement exploité les déclarations du ministre de la Consommation, Alberto Garzón, qui avait appelé à manger moins de viande et à promouvoir la qualité des produits de l'agriculture traditionnelle contre l'élevage intensif. Le parti Vox a également milité sur cette thématique.

## Résultats

### Participation
| Taux de participation | En 2019 | En 2022 | Différence |
| --------------------- | ------- | ------- | ---------- |
| à 11 heures 30        | NC      | 11,31 % | NC         |
| à 14 heures           | 36,89 % | 34,73 % | 2,16       |
| à 18 heures           | 53,70 % | 51,62 % | 2,08       |
| à 20 heures           | 65,79 % | 58,75 % | 7,04       |

### Voix et sièges

#### Total régional
|                        |                                                         |           |       |       |        |               |  |  |  |
| Partis                 | Partis                                                  | Voix      | %     | +/−   | Sièges | +/−           |  |  |  |
|                        | Parti populaire (PP)                                    | 382 157   | 31,43 | 0,10  | 31     | 2             |  |  |  |
|                        | Parti socialiste ouvrier espagnol (PSOE)                | 365 434   | 30,02 | 4,82  | 28     | 7             |  |  |  |
|                        | Vox                                                     | 214 668   | 17,64 | 12,14 | 13     | 12            |  |  |  |
|                        | Unidas Podemos (UP)                                     | 62 138    | 5,11  | 2,18  | 1      | 1             |  |  |  |
|                        | Ciudadanos (Cs)                                         | 54 721    | 4,50  | 10,44 | 1      | 11            |  |  |  |
|                        | Union du peuple léonais (UPL)                           | 52 098    | 4,28  | 2,24  | 3      | 2             |  |  |  |
|                        | Espagne vidée (es) (EV)                                 | 19 655    | 1,61  | Nv.   | 0      | en stagnation |  |  |  |
|                        | Soria ¡Ya! (es) (SY)                                    | 19 385    | 1,59  | Nv.   | 3      | 3             |  |  |  |
|                        | Pour Ávila (XAV)                                        | 13 875    | 1,14  | 0,45  | 1      | en stagnation |  |  |  |
|                        | Parti animaliste contre la maltraitance animale (PACMA) | 6 572     | 0,54  | 0,09  | 0      | en stagnation |  |  |  |
|                        | Parti castillan-Terre du peuple (PCAS-TC)               | 2 851     | 0,23  | Nv.   | 0      | en stagnation |  |  |  |
|                        | Coalition pour El Bierzo (CB)                           | 2 521     | 0,21  | 0,06  | 0      | en stagnation |  |  |  |
|                        | Zamora décide (ZD)                                      | 2 121     | 0,17  | 0,03  | 0      | en stagnation |  |  |  |
|                        | Parti communiste des travailleurs espagnols (PCTE)      | 1 359     | 0,11  | 0,04  | 0      | en stagnation |  |  |  |
|                        | Autres                                                  | 5 439     | 0,45  | -     | 0      | -             |  |  |  |
|                        | Vote blanc                                              | 12 170    | 1,00  | 0,06  |        |               |  |  |  |
|                        |                                                         |           |       |       |        |               |  |  |  |
| Votes valides          | Votes valides                                           | 1 217 164 | 98,91 |       |        |               |  |  |  |
| Votes nuls             | Votes nuls                                              | 13 435    | 1,09  |       |        |               |  |  |  |
| Total                  | Total                                                   | 1 230 599 | 100   | -     | 81     | en stagnation |  |  |  |
| Abstentions            | Abstentions                                             | 864 024   | 41,25 |       |        |               |  |  |  |
| Inscrits/Participation | Inscrits/Participation                                  | 2 094 623 | 58,75 |       |        |               |  |  |  |

#### Par circonscription
|             |             |         |         |        |               |         |         |        |               |         |         |        |               |  |  |  |  |
| Sièges      | Sièges      | 7       | 7       | 7      | en stagnation | 11      | 11      | 11     | en stagnation | 13      | 13      | 13     | en stagnation |  |  |  |  |
|             |             |         |         |        |               |         |         |        |               |         |         |        |               |  |  |  |  |
|             |             | Nombre  | Nombre  | %      | %             | Nombre  | Nombre  | %      | %             | Nombre  | Nombre  | %      | %             |  |  |  |  |
| Inscrits    | Inscrits    | 137 555 | 137 555 | 100,00 | 100,00        | 297 406 | 297 406 | 100,00 | 100,00        | 426 108 | 426 108 | 100,00 | 100,00        |  |  |  |  |
| Abstentions | Abstentions | 54 721  | 54 721  | 39,78  | 39,78         | 121 887 | 121 887 | 40,98  | 40,98         | 198 145 | 198 145 | 46,50  | 46,50         |  |  |  |  |
| Votants     | Votants     | 82 834  | 82 834  | 60,22  | 60,22         | 175 519 | 175 519 | 59,02  | 59,02         | 227 963 | 227 963 | 53,50  | 53,50         |  |  |  |  |
| Nuls        | Nuls        | 955     | 955     | 1,15   | 1,15          | 2 175   | 2 175   | 1,24   | 1,24          | 1 884   | 1 884   | 0,83   | 0,83          |  |  |  |  |
| Exprimés    | Exprimés    | 81 879  | 81 879  | 98,85  | 98,85         | 173 344 | 173 344 | 98,76  | 98,76         | 226 079 | 226 079 | 99,17  | 99,17         |  |  |  |  |
|             |             |         |         |        |               |         |         |        |               |         |         |        |               |  |  |  |  |
| Partis      | Partis      | Voix    | %       | Sièges | +/−           | Voix    | %       | Sièges | +/−           | Voix    | %       | Sièges | +/−           |  |  |  |  |
|             | PP          | 27 865  | 34,03   | 3      | en stagnation | 53 595  | 30,92   | 4      | 1             | 56 462  | 24,97   | 4      | en stagnation |  |  |  |  |
|             | PSOE        | 19 826  | 24,21   | 2      | en stagnation | 56 466  | 32,57   | 5      | en stagnation | 64 342  | 28,46   | 4      | 2             |  |  |  |  |
|             | Vox         | 14 275  | 17,43   | 1      | 1             | 28 726  | 16,57   | 2      | 2             | 34 789  | 15,39   | 2      | 2             |  |  |  |  |
|             | UP          | 3 007   | 3,67    | 0      | en stagnation | 10 827  | 6,25    | 0      | 1             | 11 329  | 5,01    | 0      | 1             |  |  |  |  |
|             | Cs          | 1 932   | 2,36    | 0      | 1             | 8 648   | 4,99    | 0      | 2             | 4 973   | 2,20    | 0      | 1             |  |  |  |  |
|             | UPL         | NC      | NC      | NC     | NC            | NC      | NC      | NC     | NC            | 48 144  | 21,30   | 3      | 2             |  |  |  |  |
|             | XAV         | 13 703  | 16,74   | 1      | en stagnation | NC      | NC      | NC     | NC            | NC      | NC      | NC     | NC            |  |  |  |  |
|             | Autres      | 644     | 0,79    |        |               | 12 769  | 7,37    |        |               | 4 365   | 1,93    |        |               |  |  |  |  |
|             | Blanc       | 627     | 0,77    | 2 313  | 1,33          | 1 675   | 0,74    |        |               |         |         |        |               |  |  |  |  |

|             |             |         |         |        |               |         |         |        |               |         |         |        |               |  |  |  |  |
| Sièges      | Sièges      | 7       | 7       | 7      | en stagnation | 10      | 10      | 10     | en stagnation | 6       | 6       | 6      | en stagnation |  |  |  |  |
|             |             |         |         |        |               |         |         |        |               |         |         |        |               |  |  |  |  |
|             |             | Nombre  | Nombre  | %      | %             | Nombre  | Nombre  | %      | %             | Nombre  | Nombre  | %      | %             |  |  |  |  |
| Inscrits    | Inscrits    | 139 110 | 139 110 | 100,00 | 100,00        | 302 079 | 302 079 | 100,00 | 100,00        | 119 762 | 119 762 | 100,00 | 100,00        |  |  |  |  |
| Abstentions | Abstentions | 53 416  | 53 416  | 38,40  | 38,40         | 131 785 | 131 785 | 43,63  | 43,63         | 44 131  | 44 131  | 36,85  | 36,85         |  |  |  |  |
| Votants     | Votants     | 85 694  | 85 694  | 61,60  | 61,60         | 170 294 | 170 294 | 56,37  | 56,37         | 75 631  | 75 631  | 63,15  | 63,15         |  |  |  |  |
| Nuls        | Nuls        | 1 037   | 1 037   | 1,21   | 1,21          | 1 903   | 1 903   | 1,12   | 1,12          | 1 309   | 1 309   | 1,73   | 1,73          |  |  |  |  |
| Exprimés    | Exprimés    | 84 657  | 84 657  | 98,79  | 98,79         | 168 391 | 168 391 | 98,88  | 98,88         | 74 322  | 74 322  | 98,27  | 98,27         |  |  |  |  |
|             |             |         |         |        |               |         |         |        |               |         |         |        |               |  |  |  |  |
| Partis      | Partis      | Voix    | %       | Sièges | +/−           | Voix    | %       | Sièges | +/−           | Voix    | %       | Sièges | +/−           |  |  |  |  |
|             | PP          | 27 887  | 32,94   | 3      | en stagnation | 65 277  | 38,77   | 5      | 1             | 25 779  | 34,69   | 3      | 1             |  |  |  |  |
|             | PSOE        | 28 709  | 33,91   | 3      | en stagnation | 49 795  | 29,57   | 3      | 1             | 23 362  | 31,43   | 2      | 1             |  |  |  |  |
|             | Vox         | 15 260  | 18,03   | 1      | 1             | 30 370  | 18,04   | 2      | 2             | 14 456  | 19,45   | 1      | 1             |  |  |  |  |
|             | UP          | 3 669   | 4,33    | 0      | en stagnation | 5 832   | 3,46    | 0      | en stagnation | 4 479   | 6,03    | 0      | en stagnation |  |  |  |  |
|             | Cs          | 4 639   | 5,48    | 0      | 1             | 8 334   | 4,95    | 0      | 2             | 3 616   | 4,87    | 0      | 1             |  |  |  |  |
|             | Autres      | 3 619   | 4,28    |        |               | 7 099   | 4,22    |        |               | 1 656   | 2,23    |        |               |  |  |  |  |
|             | Blanc       | 874     | 1,03    | 1 684  | 1,00          | 974     | 1,31    |        |               |         |         |        |               |  |  |  |  |

|             |             |        |        |        |               |         |         |        |               |         |         |        |               |  |  |  |  |
| Sièges      | Sièges      | 5      | 5      | 5      | en stagnation | 15      | 15      | 15     | en stagnation | 7       | 7       | 7      | en stagnation |  |  |  |  |
|             |             |        |        |        |               |         |         |        |               |         |         |        |               |  |  |  |  |
|             |             | Nombre | Nombre | %      | %             | Nombre  | Nombre  | %      | %             | Nombre  | Nombre  | %      | %             |  |  |  |  |
| Inscrits    | Inscrits    | 76 257 | 76 257 | 100,00 | 100,00        | 431 039 | 431 039 | 100,00 | 100,00        | 165 307 | 165 307 | 100,00 | 100,00        |  |  |  |  |
| Abstentions | Abstentions | 30 645 | 30 645 | 40,19  | 40,19         | 152 059 | 152 059 | 35,28  | 35,28         | 77 235  | 77 235  | 46,72  | 46,72         |  |  |  |  |
| Votants     | Votants     | 45 612 | 45 612 | 59,81  | 59,81         | 278 980 | 278 980 | 64,72  | 64,72         | 88 072  | 88 072  | 53,28  | 53,28         |  |  |  |  |
| Nuls        | Nuls        | 239    | 239    | 0,52   | 0,52          | 2 878   | 2 878   | 1,03   | 1,03          | 1 055   | 1 055   | 1,20   | 1,20          |  |  |  |  |
| Exprimés    | Exprimés    | 45 373 | 45 373 | 99,48  | 99,48         | 276 102 | 276 102 | 98,97  | 98,97         | 87 017  | 87 017  | 98,80  | 98,80         |  |  |  |  |
|             |             |        |        |        |               |         |         |        |               |         |         |        |               |  |  |  |  |
| Partis      | Partis      | Voix   | %      | Sièges | +/−           | Voix    | %       | Sièges | +/−           | Voix    | %       | Sièges | +/−           |  |  |  |  |
|             | PP          | 10 822 | 23,85  | 1      | 1             | 85 242  | 30,87   | 5      | en stagnation | 29 228  | 33,59   | 3      | en stagnation |  |  |  |  |
|             | PSOE        | 8 193  | 18,06  | 1      | 2             | 86 328  | 31,27   | 5      | 1             | 28 413  | 32,65   | 3      | en stagnation |  |  |  |  |
|             | Vox         | 5 204  | 11,47  | 0      | en stagnation | 55 125  | 19,97   | 3      | 2             | 16 463  | 18,92   | 1      | 1             |  |  |  |  |
|             | UP          | 1 020  | 2,25   | 0      | en stagnation | 19 165  | 6,94    | 1      | 1             | 2 810   | 3,23    | 0      | en stagnation |  |  |  |  |
|             | Cs          | 351    | 0,77   | 0      | en stagnation | 19 081  | 6,91    | 1      | 2             | 3 147   | 3,62    | 0      | 1             |  |  |  |  |
|             | SY (es)     | 19 385 | 42,72  | 3      | 3             | NC      | NC      | NC     | NC            | NC      | NC      | NC     | NC            |  |  |  |  |
|             | Autres      | 166    | 0,37   |        |               | 8 326   | 3,02    |        |               | 6 000   | 6,90    |        |               |  |  |  |  |
|             | Blanc       | 232    | 0,51   | 2 835  | 1,03          | 956     | 1,10    |        |               |         |         |        |               |  |  |  |  |

### Analyse

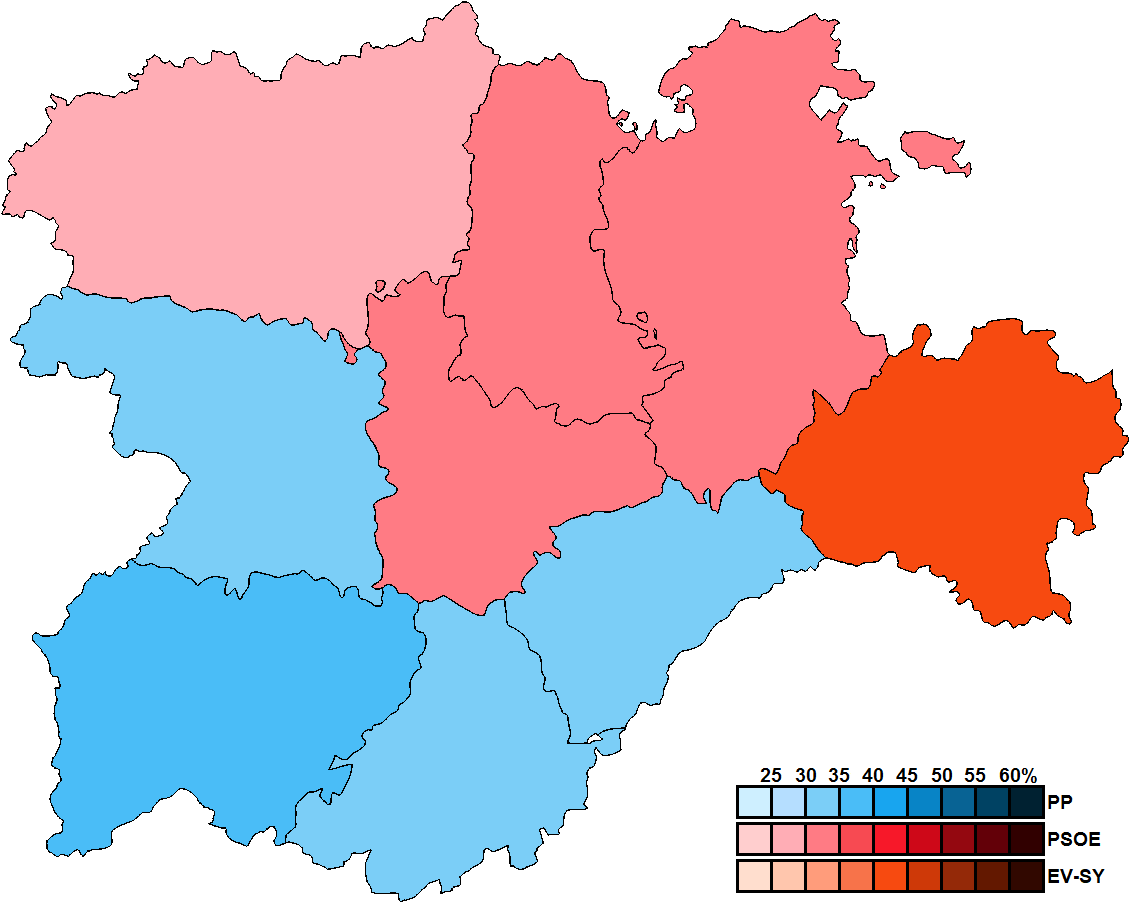
Parti arrivé en tête par circonscription.

À l'inverse de 2019, le Parti populaire arrive en tête et gagne deux nouveaux représentants, mais il échoue à conquérir la majorité absolue des sièges, ce qui constituait son principal objectif. Avec la quasi-disparition de son ancien partenaire Ciudadanos, qui perd onze de ses douze mandats, le PP ne peut plus se tourner que vers Vox pour constituer une majorité de droite. Selon Elena Martínez Barahona, professeur de science politique à l'université de Salamanque, interrogée par Le Figaro, ces deux partis pourraient s'entendre mais cela « donnerait alors l’impression [que le PP], au niveau national, de ne pas pouvoir former de gouvernement sans Vox ».
Si le Parti populaire perd 55 000 voix, le Parti socialiste en abandonne pour sa part 118 000, retombe à la deuxième place, s'impose dans quatre provinces sur neuf — trois de moins qu'en 2019 — et obtient sept représentants de moins qu'au précédent scrutin, subissant notamment la percée des formations localistes et ne parvenant pas à conquérir l'électorat de Ciudadanos. Unidas Podemos, allié des socialistes au niveau national, est lui aussi sanctionné en ne conservant qu'un seul de ses deux députés.
Les candidatures siglées « Espagne Vidée » ne parviennent pas à remporter de représentation, mais Soria ¡Ya! (es) — soutenue par Espagne Vidée — s'impose dans la province la plus dépeuplée d'Espagne en totalisant 42 % des voix et trois représentants sur cinq. L'Union du peuple léonais, avec à peine dix mille voix de moins qu'Unidas Podemos alors qu'elle ne se présente que dans trois circonscriptions, égale son record historique de 1999 avec trois mandats, remportant un score double de celui du scrutin précédent. Quant à Pour Ávila, il conserve son unique représentant, obtenu deux ans et demi plus tôt, mais progresse également avec 4 000 voix supplémentaires.

### Conséquences
Alfonso Fernández Mañueco commence le 21 février ses entretiens avec les dirigeants des différents partis, dans l'objectif de former un gouvernement minoritaire. Recevant le jour même Luis Tudanca du Parti socialiste, le président met un terme à la réunion au bout de quinze minutes, après que son interlocuteur a évoqué la différence de vue entre leurs deux partis quant à la corruption. Il échange deux jours plus tard avec Juan García-Gallardo, mais les négociations avec Vox se révèlent complexes dans la mesure où le parti d'extrême droite revendique de participer directement au gouvernement territorial, ce à quoi s'oppose Alfonso Fernández Mañueco. Le 26 février, le chef de file du PP s'entretient avec Ángel Ceña, porte-parole de Soria ¡Ya!, saluant à l'issue de cette rencontre la « volonté de dialogue » du parti localiste et remarquant la proximité des solutions préconisées par leurs programmes respectifs pour résoudre la crise du dépeuplement intérieur.
Après avoir rompu leurs discussions sans parvenir à s'entendre le 9 mars, le Parti populaire et Vox conviennent le 10 mars, à quelques minutes de la séance constitutive de la législature, d'un contrat de coalition qui prévoit la cession à Vox de la présidence des Cortes, de la vice-présidence de la Junte et de trois départements exécutifs. Le 11 avril, Alfonso Fernández Mañueco est investi pour un second mandat de président de la Junte avec 44 voix pour et 37 voix contre, recevant le seul soutien du PP et de Vox tandis que tous les autres partis lui refusent leur confiance.